# Kreis Halle (Westfalen)
Der Kreis Halle (Westf.) (1953–1969: Landkreis Halle (Westf.)) war ein von 1816 bis 1972 bestehender Kreis im östlichen Nordrhein-Westfalen. Der Kreis war zunächst Teil des Regierungsbezirks Minden in der preußischen Provinz Westfalen, ab 1946/47 Teil des nordrhein-westfälischen Regierungsbezirks Detmold. Verwaltungssitz war Halle (Westf.). Der Kreis ging 1973 im Rahmen der Nordrhein-westfälischen Gebietsreform im neu gegründeten Kreis Gütersloh auf.

## Nachbarkreise
Der Kreis Halle grenzte Anfang 1972 im Uhrzeigersinn im Norden beginnend an die Landkreise Osnabrück und Melle (beide in Niedersachsen) sowie an die Kreise Herford, Bielefeld und Warendorf (alle in Nordrhein-Westfalen).

## Geschichte

### Vorgeschichte
Das Gebiet des Kreises Halle gehörte bis 1806 zum preußischen Verwaltungsgebiet Minden-Ravensberg und umfasste mit dem Amt Ravensberg und Teilen des Amtes Sparrenberg den südwestlichen Teil der Grafschaft Ravensberg.
1806 geriet das Gebiet in den Herrschaftsbereich des napoleonischen Frankreichs. Von 1807 bis 1810 war das spätere Kreisgebiet Teil des französischen Vasallenstaates Königreich Westphalen, das eine Verwaltungsstruktur nach französischem Muster erhielt. Im Distrikt Bielefeld des Departement der Weser wurden dabei unter anderem die drei Kantone Halle, Versmold und Werther gebildet. Die Kantone wurden 1808 in Munizipalitäten, auch Mairien genannt, untergliedert, darunter die Munizipalitäten Brockhagen, Borgholzhausen, Halle, Versmold, Steinhagen und Werther.
Nach der Annexion großer Teile Norddeutschlands durch Napoleon verlief seit 1811 die neue Staatsgrenze zwischen dem Königreich Westphalen und Frankreich quer durch das spätere Kreisgebiet. Der nordwestliche Teil dieses Gebiets wurde dem Kaiserreich einverleibt; der südöstliche, deutlich kleinere Teil verblieb als Kanton Brockhagen beim Königreich Westphalen (weiterhin im Distrikt Bielefeld, nun im Departement der Fulda). Zum Teil bildete der Haller Laibach die Grenze zwischen Frankreich und dem Königreich Westphalen, wodurch die Stadt zweigeteilt wurde. Die jetzt zum Kaiserreich gehörenden Gebiete wurden vollständig dem Departement der Oberen Ems angeschlossen. Die Kanton Werther sowie ein Teil des Kantons Halle wurden innerhalb dieses Departements dem Distrikt Minden zugeordnet und der Kanton Versmold dem Distrikt Osnabrück.
Nach der Rückeroberung durch Preußen im Jahr 1813 gehörte das spätere Kreisgebiet ab 1813 bis zur Gründung der preußischen Provinz Westfalen provisorisch zum Zivilgouvernement zwischen Weser und Rhein.

### Verwaltungsgeschichte
Der 1816 gegründete Regierungsbezirk Minden, einer von drei Regierungsbezirken in der Provinz Westfalen, wurde mit Wirkung vom 1. November 1816 durch Verordnung der Königlichen Regierung in Minden vom 18. Oktober 1816 in zwölf Kreise gegliedert, darunter der Kreis Halle mit Sitz in Halle (Westf.). Der Kreis war zunächst in die teilweise auch als Bürgermeistereien oder Kanton bezeichneten vier Verwaltungsbezirke Borgholzhausen, Halle, Versmold und Werther untergliedert.
Bei der Einführung der Landgemeinde-Ordnung für die Provinz Westfalen von 1841 wurden die Verwaltungsbezirke unterhalb der Kreisebene, sofern es sich nicht um Städte gemäß der revidierten Städteordnung handelte, in Ämter umgewandelt. Im Kreis Halle wurden dadurch aus den vier bestehenden Verwaltungsbezirken die Ämter Halle, Borgholzhausen, Werther und Versmold. Sie bildeten die Verwaltungsinstanz zwischen der Kreisebene und der Gemeindeebene.
Im Jahr 1910 bestand der Kreis aus den folgenden Ämtern, Gemeinden und Gutsbezirken:
| Amt            | Gemeinden und Gutsbezirke | Amtsgliederung |
| -------------- | --- | -------------- |
| Borgholzhausen | Barnhausen, Berghausen, Borgholzhausen (Stadt), Brincke (Gutsbezirk), Casum, Cleve, Hamlingdorf, Holtfeld, Kleekamp, Oldendorf bei Borgholzhausen, Ostbarthausen, Westbarthausen, Wichlinghausen und Winkelshütten | Amtsgliederung |
| Halle          | Amshausen, Ascheloh, Bokel, Brockhagen, Eggeberg, Gartnisch, Halle (Westf.) (Stadt), Hesseln, Hörste, Kölkebeck, Künsebeck, Oldendorf bei Halle, Patthorst (Gutsbezirk) und Steinhagen                             | Amtsgliederung |
| Versmold       | Bockhorst, Hesselteich, Loxten, Oesterweg, Peckeloh und Versmold (Stadt) | Amtsgliederung |
| Werther        | Häger, Isingdorf, Rotenhagen, Rotingdorf, Theenhausen, Schröttinghausen und Werther (Stadt) | Amtsgliederung |

1928 wurde der Gutsbezirk Patthorst nach Brockhagen eingemeindet. Im gleichen Jahr wurde der Gutsbezirk Brincke mit den Gemeinden Winkelshütten und Barnhausen zur neuen Gemeinde Brincke zusammengeschlossen, die 1929 in Barnhausen umbenannt wurde. Zum 1. Oktober 1938 wurde die Gemeinde Oldendorf b. Halle aus dem Amt Halle in die Stadt Halle eingemeindet. Zum 1. Oktober 1956 folgte ein Teil der Gemeinde Gartnisch, ebenfalls aus dem Amt Halle.
Im Rahmen der nordrhein-westfälischen Gebietsreform wurde mit dem Gesetz zur Neugliederung von Gemeinden des Landkreises Halle vom 24. Juni 1969 am 1. Juli 1969 mit der Neugliederung der Gemeinden des Kreises begonnen, deren Anzahl sich dabei von 37 auf 23 reduzierte. Zu diesem Zeitpunkt wurden die neue amtsfreie Stadt Borgholzhausen gebildet und die Gemeinden Eggeberg, Ascheloh und Gartnisch nach Halle eingemeindet. Das Amt Borgholzhausen wurde aufgehoben.
Am 1. Oktober 1969 wurde aus dem Landkreis der Kreis Halle.
Mit dem Bielefeld-Gesetz vom 24. Oktober 1972 wurden schließlich am 1. Januar 1973 die restlichen Gemeinden neu gegliedert, deren Anzahl sich dabei weiter auf die heute bestehenden vier Städte Borgholzhausen, Halle, Versmold, Werther und die Gemeinde Steinhagen reduzierte. Gleichzeitig wurden die verbliebenen Ämter Halle, Versmold und Werther aufgehoben. Dasselbe Gesetz verfügte auf Kreisebene die Bildung des Kreises Gütersloh, in dem der Kreis Halle mit Ausnahme eines Großteils der Gemeinde Schröttinghausen, der in die kreisfreie Stadt Bielefeld eingemeindet wurde, zusammen mit dem Kreis Wiedenbrück aufging.

Gemeindegliederung bis 1938
Gemeindegliederung zwischen 1938 und 1969
Gemeindegliederung zwischen 1969 und 1972
Lage des Kreises Halle im Regierungsbezirk Detmold (1947–1968)

### Einwohnerentwicklung
Die folgende Übersicht zeigt die Einwohnerzahlen des Kreises Halle, dessen Gebietsstand über den gesamten Zeitraum nahezu unverändert blieb. Bei den Zahlen handelt es sich um Volkszählungsergebnisse bzw. deren Fortschreibung. Die Angaben beziehen sich ab 1871 sowie für 1946 auf die Ortsanwesende Bevölkerung und ab 1925 auf die Wohnbevölkerung. Vor 1871 wurden die Einwohnerzahlen nach uneinheitlichen Erhebungsverfahren ermittelt.

Bevölkerungsentwicklung im Kreis Halle von 1818 bis 1970

| Jahr            | Einwohner |
| --------------- | --------- |
| 1818 (31. Dez.) | 25.696    |
| 1822 (31. Dez.) | 27.076    |
| 1825 (31. Dez.) | 27.657    |
| 1831 (31. Dez.) | 28.772    |
| 1834 (31. Dez.) | 29.921    |
| 1837 (31. Dez.) | 30.973    |
| 1840 (31. Dez.) | 31.894    |
| 1843 (31. Dez.) | 31.694    |

| Jahr           | Einwohner |
| -------------- | --------- |
| 1846 (3. Dez.) | 31.795    |
| 1849 (3. Dez.) | 31.696    |
| 1852 (3. Dez.) | 31.572    |
| 1855 (3. Dez.) | 30.575    |
| 1858 (3. Dez.) | 29.551    |
| 1861 (3. Dez.) | 29.781    |
| 1864 (3. Dez.) | 29.994    |
| 1867 (3. Dez.) | 29.297    |

| Jahr           | Einwohner |
| -------------- | --------- |
| 1871 (1. Dez.) | 27.840    |
| 1880 (1. Dez.) | 28.101    |
| 1885 (1. Dez.) | 28.347    |
| 1890 (1. Dez.) | 28.819    |
| 1895 (1. Dez.) | 29.137    |
| 1900 (1. Dez.) | 30.007    |
| 1905 (1. Dez.) | 30.709    |
| 1910 (1. Dez.) | 31.894    |

| Jahr            | Einwohner |
| --------------- | --------- |
| 1925 (16. Juni) | 32.962    |
| 1933 (16. Juni) | 34.408    |
| 1939 (17. Mai)  | 35.816    |
| 1946 (29. Okt.) | 53.680    |
| 1950 (13. Sep.) | 56.055    |
| 1961 (6. Juni)  | 59.666    |
| 1970 (27. Mai)  | 67.926    |
| 1971 (31. Dez.) | 69.700    |

## Wirtschaft und Infrastruktur

### Verkehr
Der Kreis hatte keine Autobahn (die A 33 existierte damals noch nicht), die nächstliegenden waren die A 2 und die A 30, beide mit einer Entfernung von etwa 15 km.
Der Kreis wurde durch die Bundesstraßen 68 und 476 sowie durch mehrere Kreisstraßen erschlossen.
Der Haller Willem ist eine Nebenbahn nahe dem Teutoburger Wald und verbindet Osnabrück über Halle mit Bielefeld.

## Politik

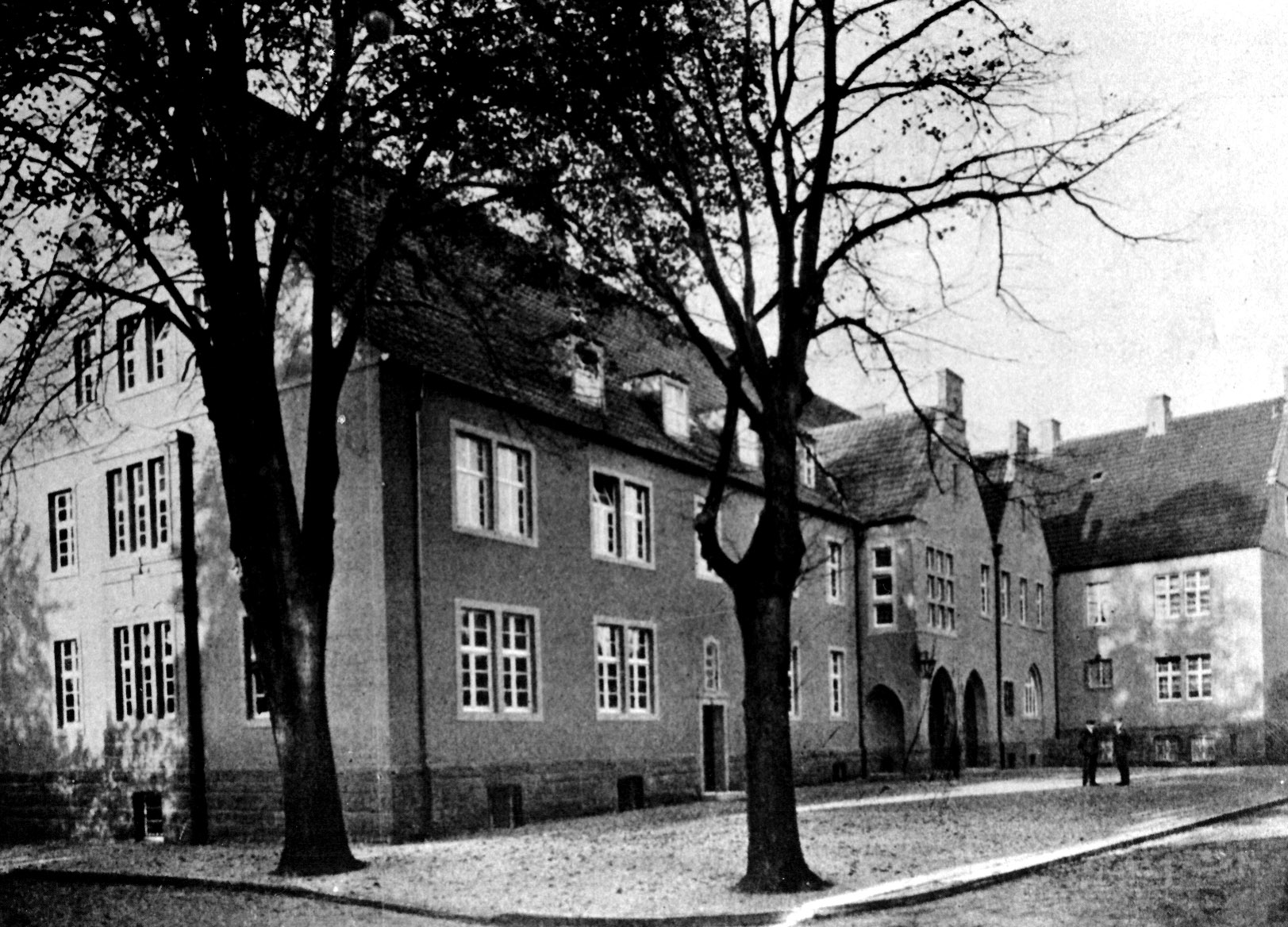
Ehemaliges Kreishaus des Kreises Halle

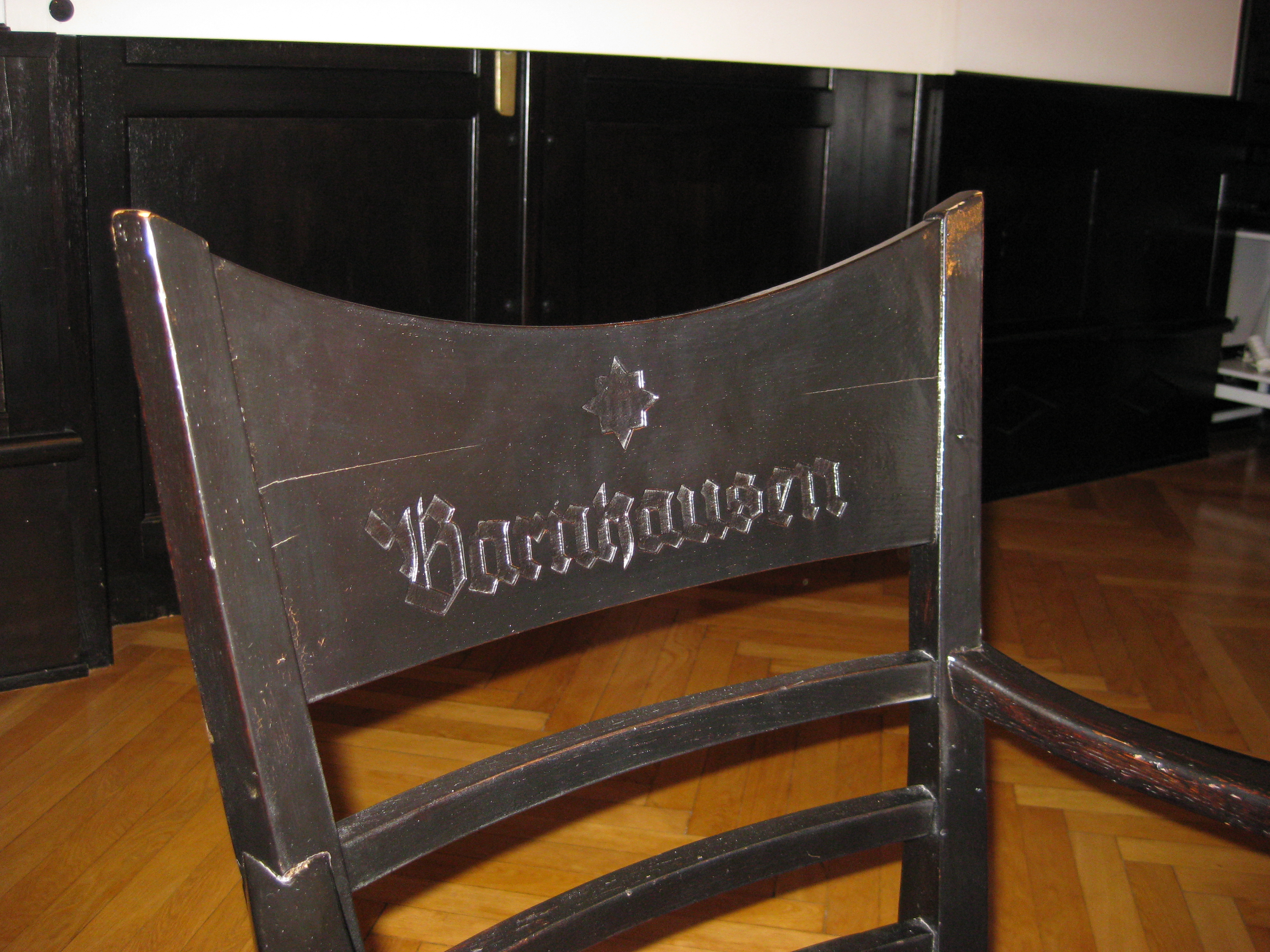
Stuhl im heute als Ratssaal der Stadt Halle (Westf.) genutzten Sitzungssaal des Kreistages. Jede Gemeinde hatte ihren eigenen bezeichneten Stuhl.

### Ergebnisse der Kreistagswahlen ab 1946
In der Liste werden nur Parteien und Wählergemeinschaften aufgeführt, die mindestens zwei Prozent der Stimmen bei der jeweiligen Wahl erhalten haben.
Stimmenanteile der Parteien in Prozent
| Jahr   | CDU  | SPD  | FDP  | BHE |
| ------ | ---- | ---- | ---- | --- |
| 119461 | 46,9 | 40,0 | 06,6 |     |
| 1948   | 40,6 | 45,3 | 12,2 |     |
| 1952   | 29,6 | 40,7 | 19,7 | 6,5 |
| 1956   | 31,0 | 44,9 | 17,6 | 6,5 |
| 1961   | 33,9 | 43,0 | 16,9 | 6,2 |
| 1964   | 34,5 | 45,5 | 16,7 | 3,3 |
| 219692 | 43,6 | 41,7 | 11,3 |     |

Fußnoten
1 1946: zusätzlich: KPD: 2,0 %

2 1969: zusätzlich: NPD: 3,4 %

### Landräte

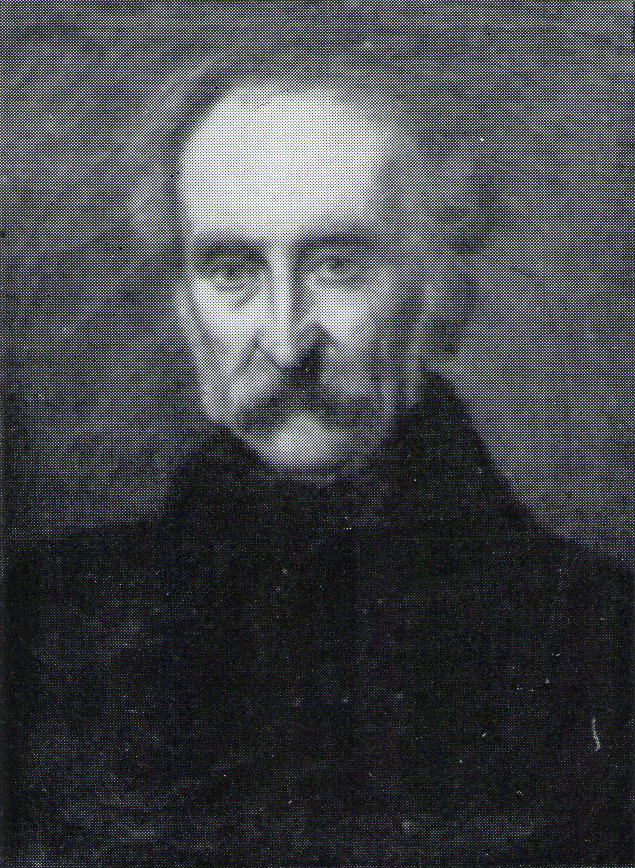
Maximilian Franz Xaver Graf von Korff-Schmising-Kerssenbrock

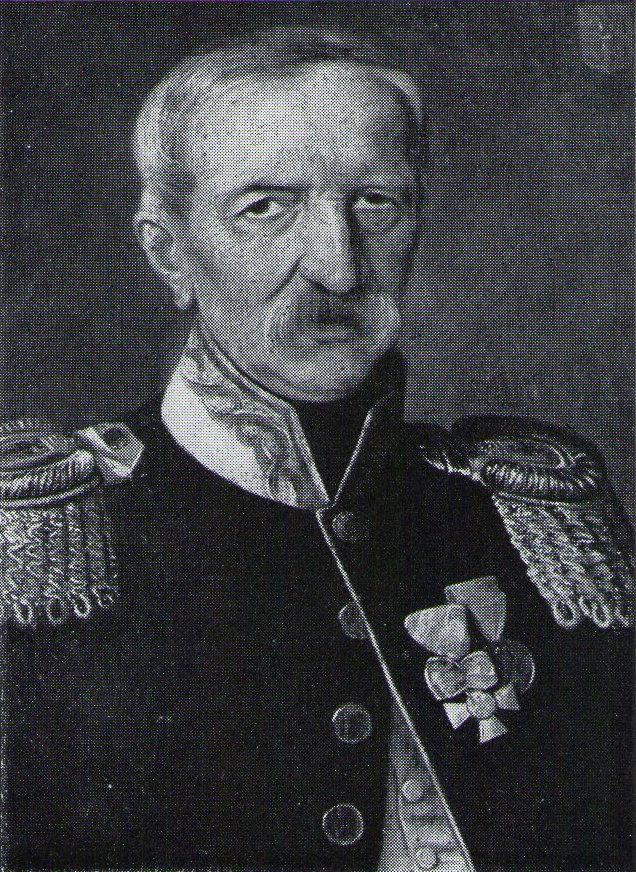
Clemens August Maria Caspar Maximilian Graf von Korff-Schmising

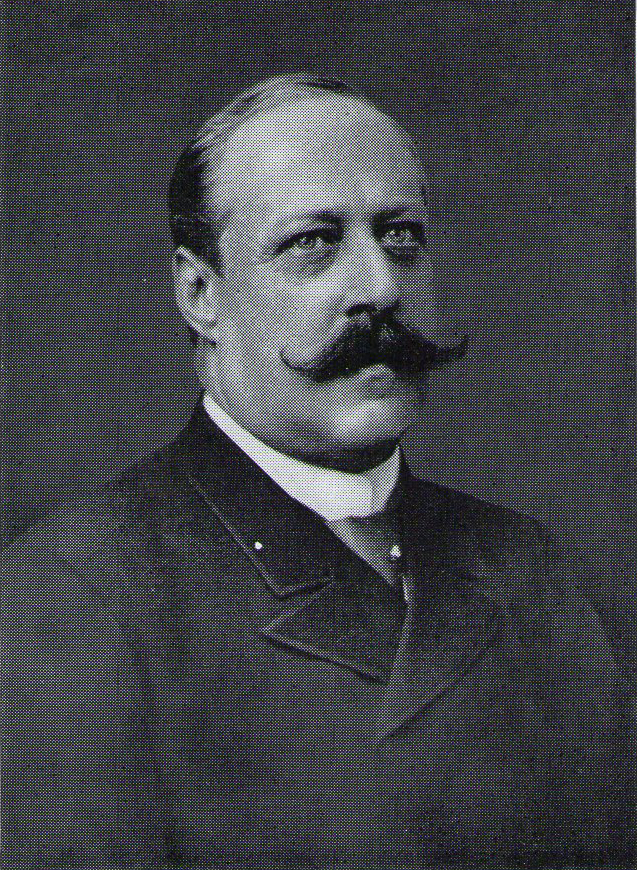
Georg Graf zu Ysenburg und Büdingen-Philippseich

- 1816–1818 Franz von Korff gen. Schmising-Kerssenbrock
- 1818–1831 Friedrich von der Decken[13]
- 1831–1855 August Ferdinand Conrad zur Hellen
- 1855–1875 Klemens von Korff, Tatenhausen
- 1875–1896 Georg zu Ysenburg und Büdingen-Philippseich
- 1896–1911 Klemens von Korff gen. Schmising, Tatenhausen
- 1911–1922 Siegfried Roehrig
- 1922–1933 Alfred von Campe
- 1933–1934 Hans Ummen, stellv. Landrat, später Gaurichter in Münster
- 1934–1945 Emil Leweke
- 1945–1946 Heinrich Wellenbrink (1896–1974), komm. Landrat, dann Oberkreisdirektor
- 1946–9999 Heinrich Wolf, Werkmeister, Halle
- 1946–1948 Otto Rahe, Kaufmann, Versmold
- 1948–1952 Heinrich Wolf, Werkmeister, Halle
- 1952–1958 Joachim Upmeyer, Kaufmann und Landwirt, Borgholzhausen
- 1958–1963 Fritz Ostmeyer, Landwirt, Westbarthausen
- 1963–1964 Heinrich Wolf, Werkmeister, Halle
- 1964–1969 Fritz Ostmeyer, Landwirt, Westbarthausen

Ehrenamtlich waren tätig Otto Rahe, Fritz Ostmeyer, Joachim Upmeyer und Heinrich Wolf.

### Oberkreisdirektoren (1945–1972)
- 1945–1946 Heinrich Wellenbrink, komm. Landrat, dann Oberkreisdirektor
- 1947–1958 Gerhard Treviranus
- 1959–1970 Gerhard Treviranus
- 1970–1972 Klaus Baltzer[15]

### Wappen
Das zweigeteilte Wappenschild zeigt vorne auf blauem Grund einen schwarzen Raben auf goldenem Berg. Dies versinnbildlicht die ehemalige Zugehörigkeit zur Grafschaft Ravensberg in anschaulicher Weise und hat seinen Ursprung im ältesten bekannten Wappen eines Ravensberger Herrschers. Das hintere Feld zeigt die Sparren des Wappens der Grafschaft Ravensberg. Das Wappen wurde am 15. September 1947 verliehen. In das Wappen des Nachfolgekreises Kreis Gütersloh haben die Sparren des Wappens des Kreises Halle Eingang gefunden.

## Kfz-Kennzeichen
Am 1. Juli 1956 wurde dem damaligen Landkreis bei der Einführung der bis heute gültigen Kfz-Kennzeichen das Unterscheidungszeichen HW zugewiesen. Es wurde bis zum 31. Dezember 1972 ausgegeben.